# Baie de Phang Nga

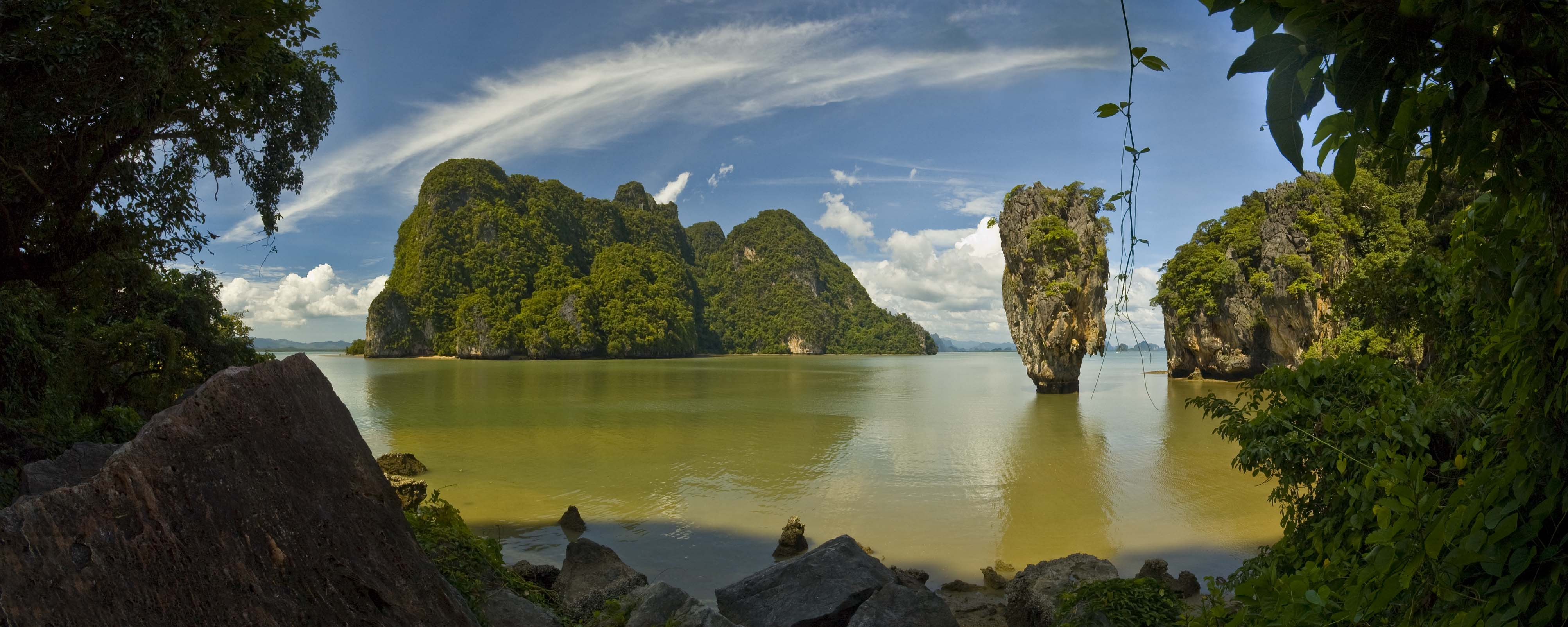
L'îlot Ko Tapu, dans la baie de Phang Nga, en Thaïlande.

Pour les articles homonymes, voir Nga.
La baie de Phang Nga (thaï : อ่าวพังงา, RTGS : ao phangnga, API : [ʔàːw pʰāŋ.ŋāː]) est une baie de la mer d'Andaman de 400 km2 située dans le sud de la Thaïlande. Elle s'ouvre vers le sud, entre la province de Phuket à l'ouest, celle de Phang Nga au nord et celle de Krabi à l'est.
Depuis 1981, une grande partie de la baie est protégée par l'intermédiaire du parc national de Ao Phang Nga. Il y a plus de 200 km2 de mangrove : c'est une des forêts de mangrove parmi les plus grandes et les mieux préservées de Thaïlande. On y dénombre aussi 42 petites îles et îlots.

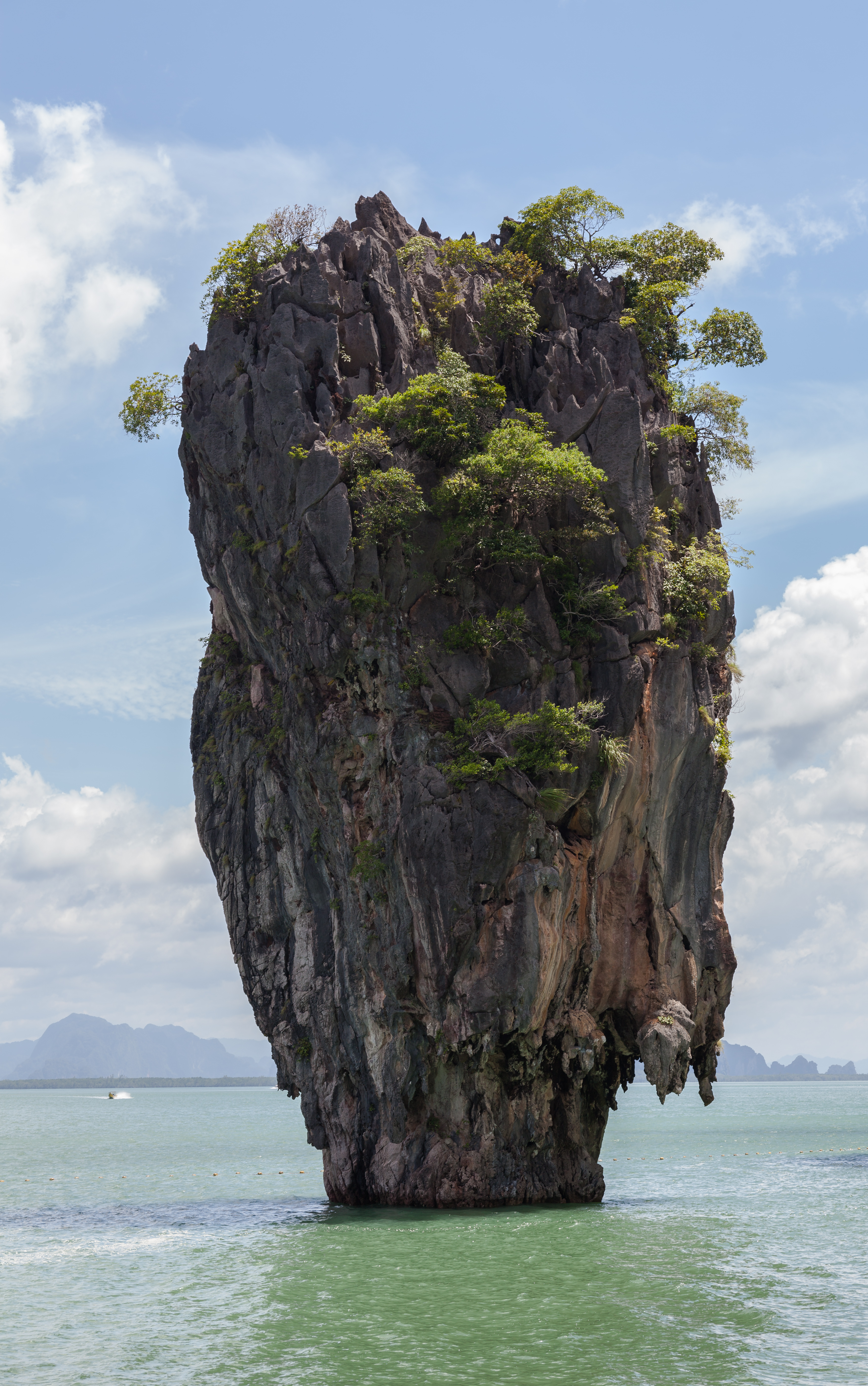
Rocher (ou îlot) de Ko Tapu

Au milieu d'un groupe d'une douzaine d'îles se trouvent la curiosité touristique incontournable : les deux petites îles escarpées couvertes de forêt tropicale nommées Khao Phing Kan et le rocher en forme de clou Ko Tapu (anglais : James Bond Island), célèbre repaire du méchant Francisco Scaramanga, le tueur au pistolet d'or traqué par James Bond dans le film L'homme au pistolet d'or (1974),,.  

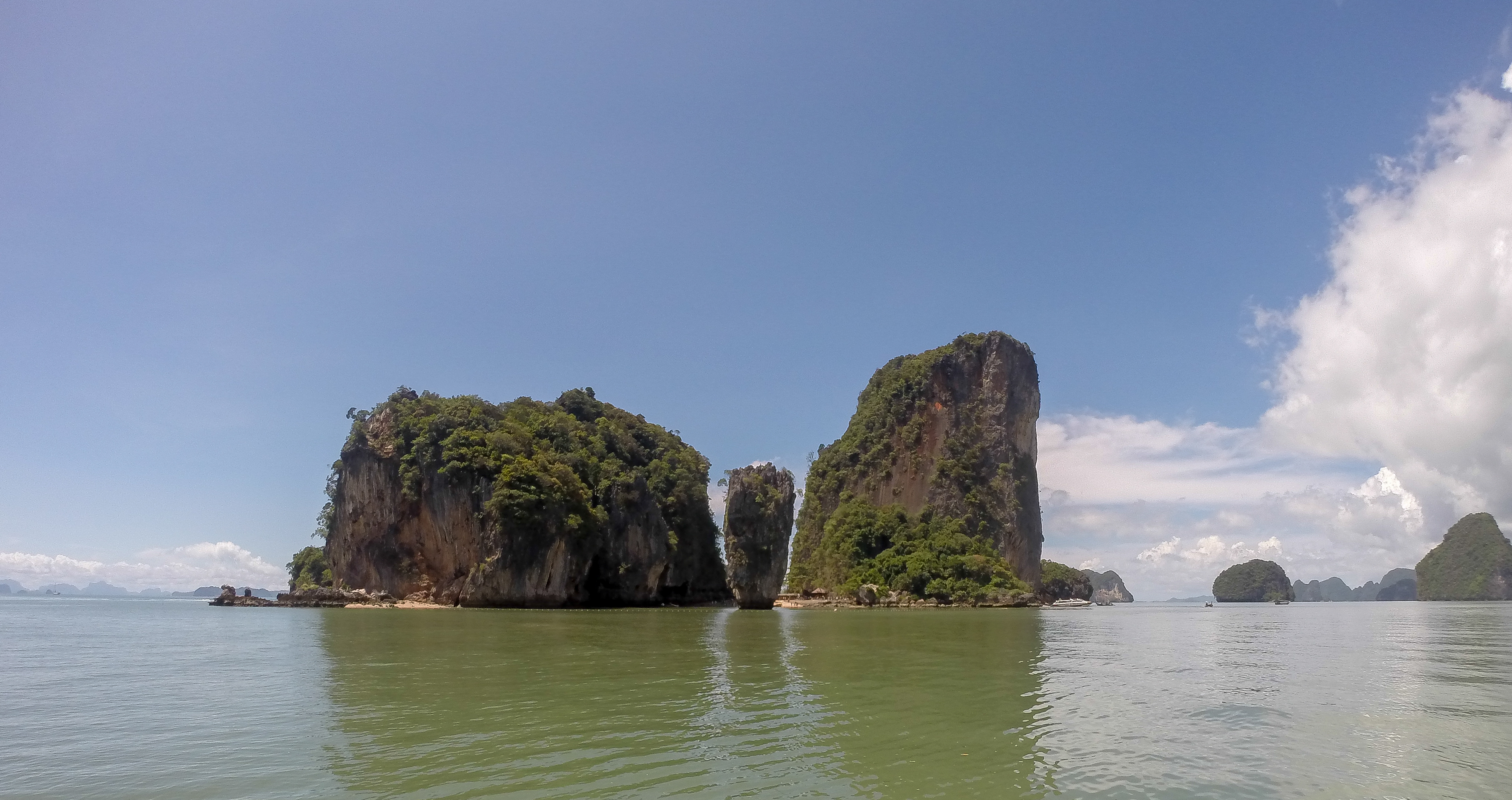
Les deux îles de Khao Ping Kan et le célèbre Ko Tapu, repaire de l'Homme au pistolet d'or

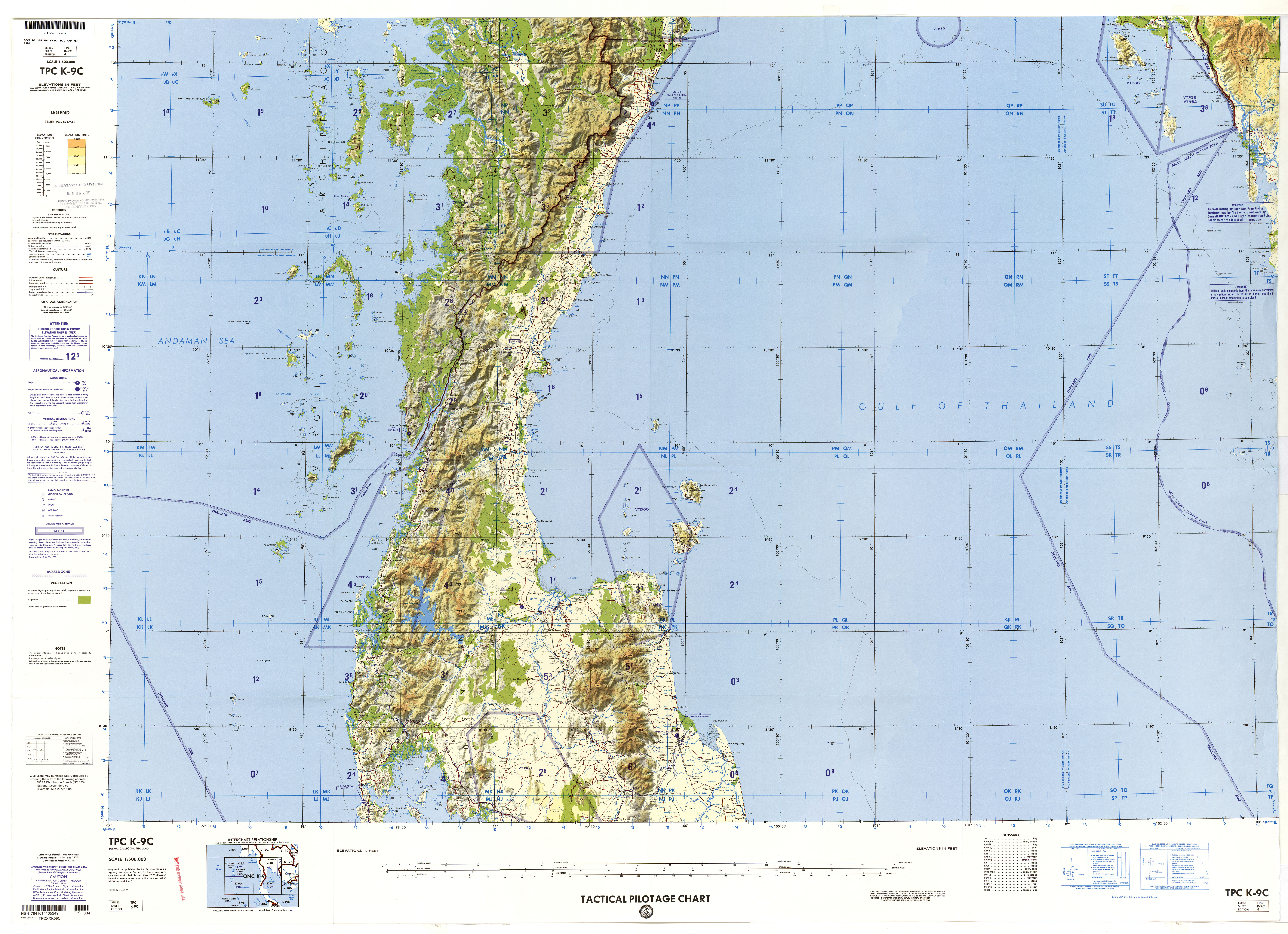
Baie de Phang Nga (tout en bas de la carte : coordonnées 2^{4} et 4^{7})

D'autres îles, ayant souvent des falaises calcaires impressionnantes, peuvent être admirées : Panyi (connu pour son village de pêcheurs sur pilotis et ses terrains de foot flottants) et Hong, Raya Ring, Talu, Phanak, Boi Noi et Boi Yai ...
Cette région abrite de plus de nombreux sites archéologiques.
L'ethnologue français Jean Boulbet, ancien consul de l'île de Phuket, est l'un des premiers à avoir découvert les nombreux sites rupestres et décors pariétaux de la baie et la région de Phang Nga,, en particulier des peintures des XVIIe et XVIIIe siècles représentant des vaisseaux et des européens de cette époque. Ses multiples "furetages" et son amour de la baie de Phang Nga ont fait de lui l'un des plus grands connaisseurs des lieux. On peut retrouver les recherches et expériences de Jean Boulbet dans son livre De palmes et d'épines. Jean Boulbet décrit la baie comme l'un des plus beaux endroits de la planète et ajoute que « ...cette dernière s'est vraiment surpassée dans l'agencement de ses décors... ».
On peut voir des peintures rupestres à Khao Phra At Tao, Khao Nak, Khao Raya et Khao Khien (เขาเขียน).
En 2020, des peintures préhistoriques d'au moins 3 000 ans ont été découvertes sur l'île de Koh Talu,.

Quelques îles et îlots de la baie de Phang Nga
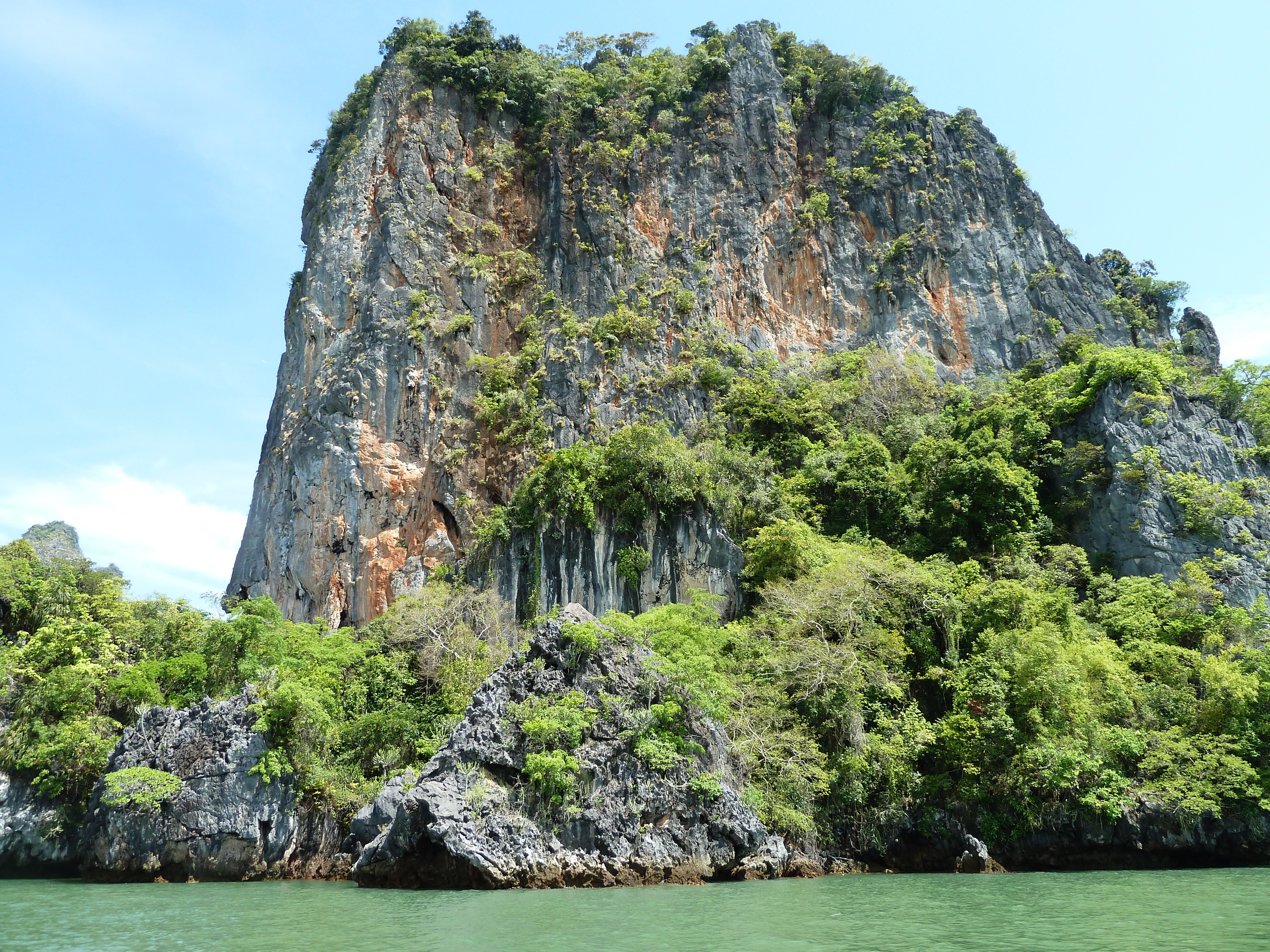
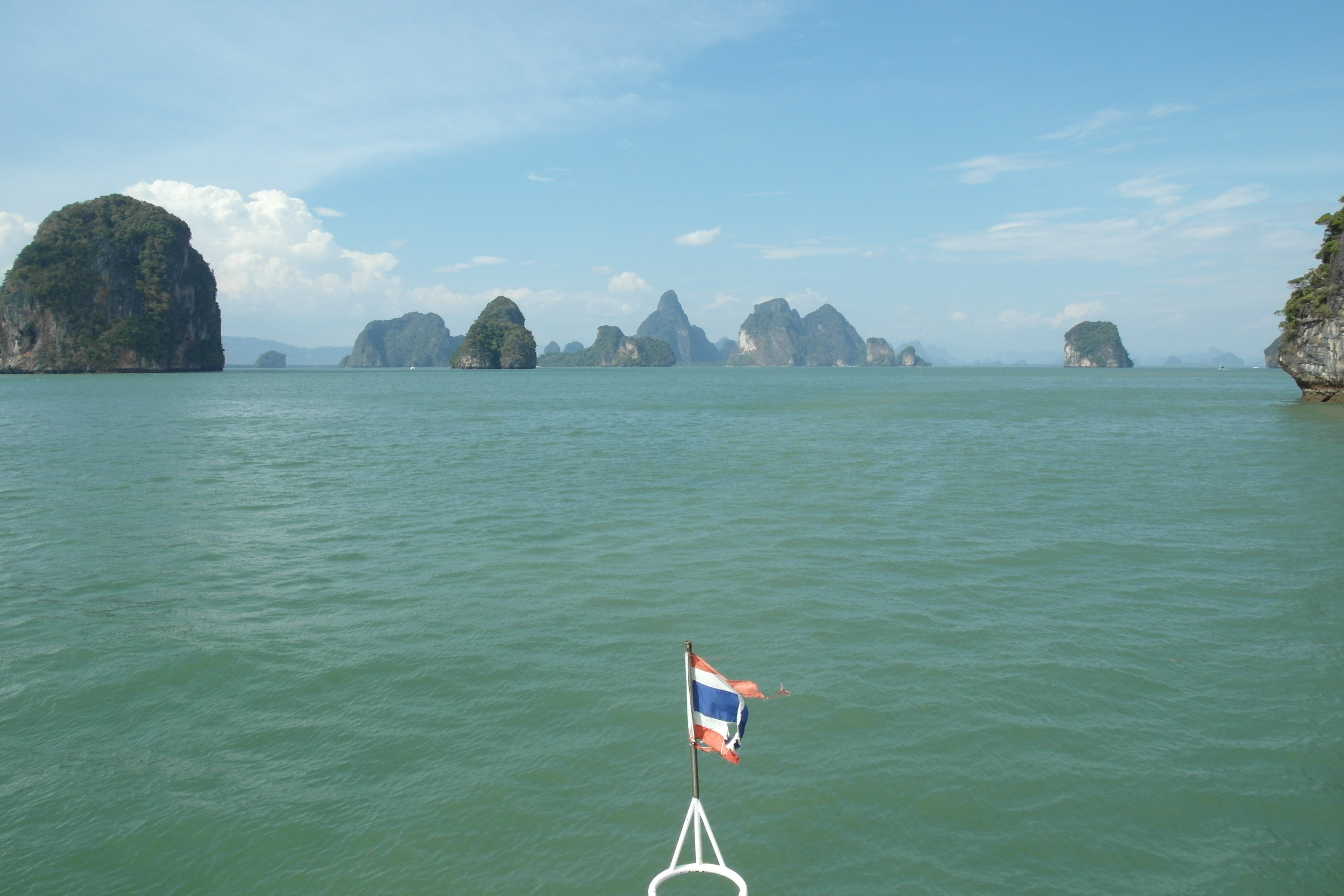
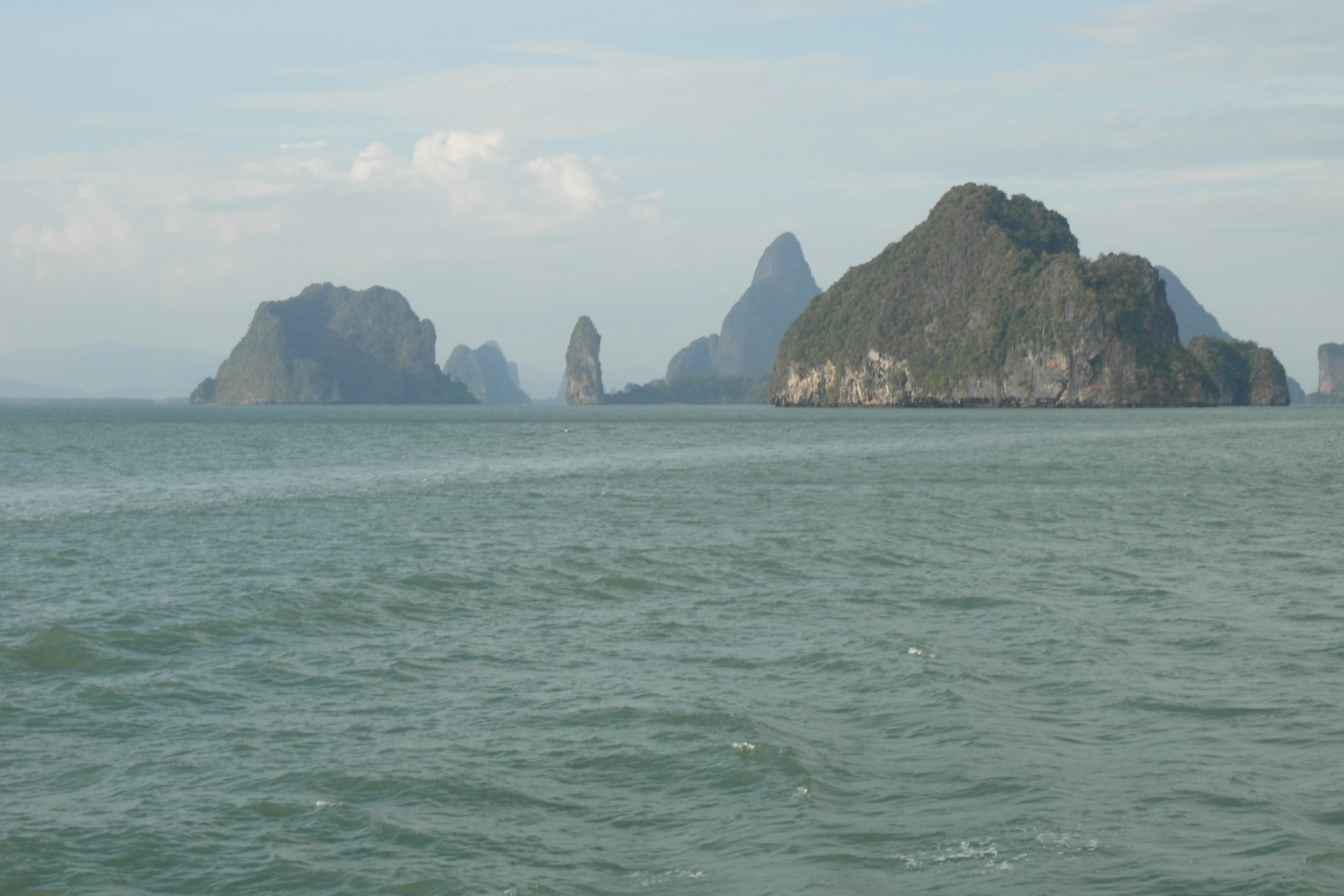
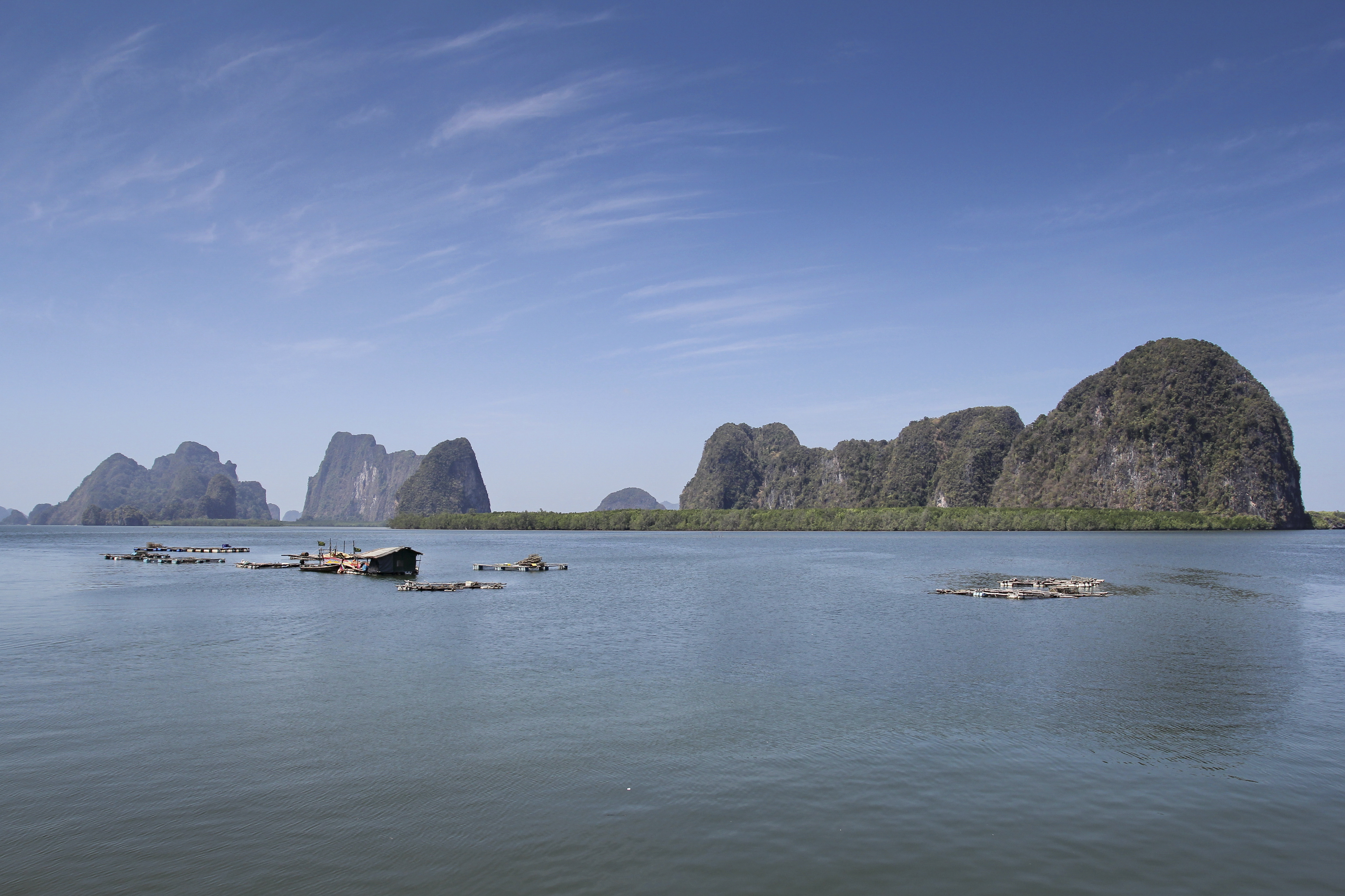
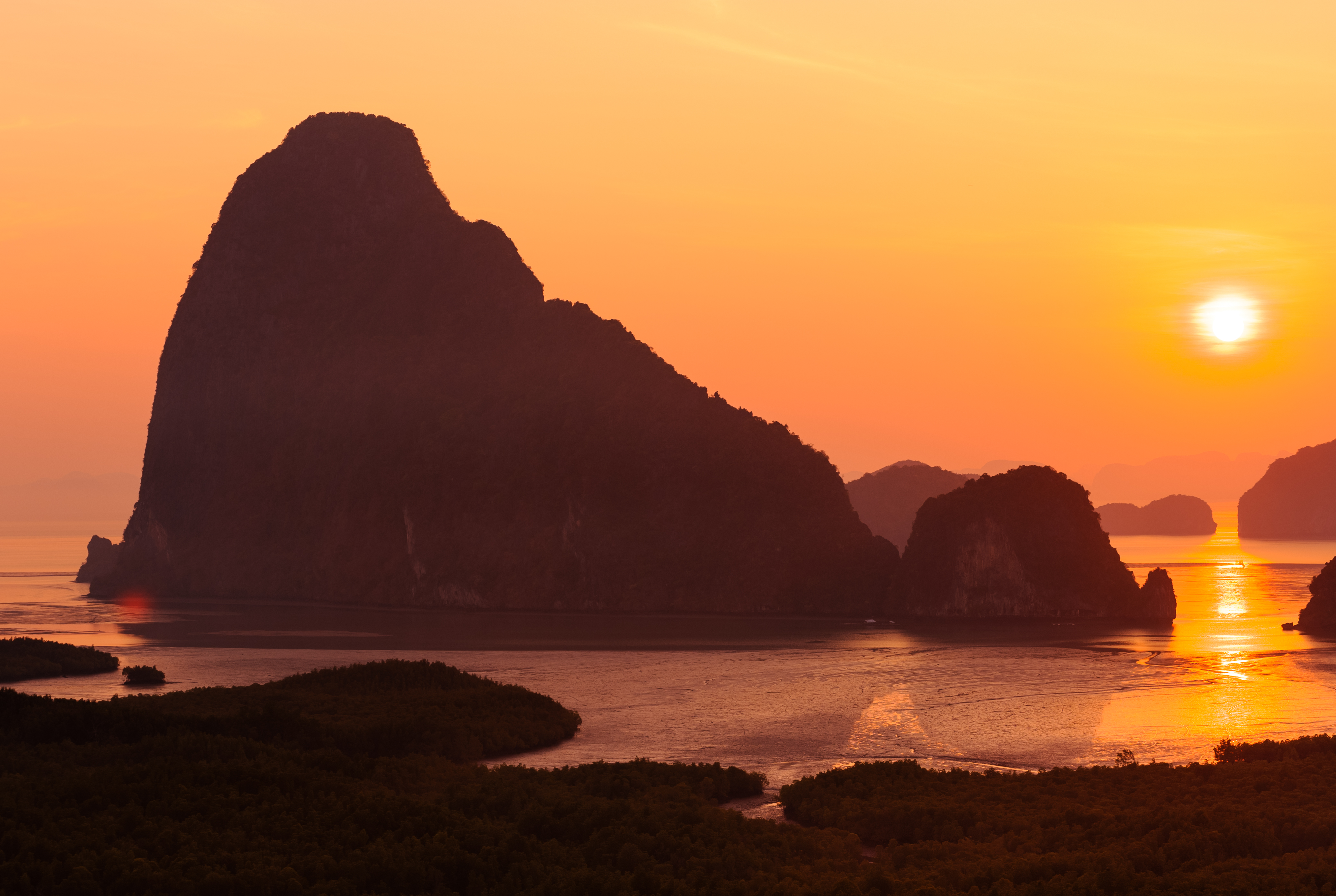